# Hans Leo (Jurist)
Hans Leo (* 10. Februar 1890 in Leipzig; † 6. Dezember 1963 in Hamburg) war ein deutscher Rechtsanwalt und Notar, der im Widerstand gegen den Nationalsozialismus am Attentat vom 20. Juli 1944 in Paris beteiligt war.

## Familie
Hans Leo wurde 1890 als Sohn des Rechtsanwalts und Notars Justizrat Dr. Wilhelm Moritz Leo (* 1858, Gut Wüstfalke bei Gera; † 1931, Leipzig) und seiner Frau Bertha Leo, geborene Schütt (* 1867, Glückstadt; † 1967, Berlin, Tochter des Reichsgerichtsrats Heinrich Friedrich Schütt) geboren. Hans Leo hatte eine jüngere Schwester, Margarete, und zwei jüngere Brüder. Der Bruder Wilhelm Eduard fiel als Offizier am 4. November 1918 kurz vor dem Ende des Ersten Weltkriegs in Frankreich, der jüngste Bruder Paul Hinrich (Vater der Kinderbuchillustratorin Veronica Leo) wanderte 1923 nach Finnland aus.
Seit 10. Mai 1919 war er mit Marianne Leo, geborene Grimm (* 1892, Elsterberg; † 1983 Hamburg) verheiratet. Aus der Ehe ging ein Sohn hervor, Hans-Christoph Leo (* 1927, Leipzig; † 2012, Hamburg), Rechtsanwalt in Hamburg.

## Beruf
Nach Abitur an der Thomasschule zu Leipzig studierte Hans Leo von 1909 bis 1912 Rechtswissenschaft in Leipzig und Kiel. 1914 wurde er mit einer zivilrechtlichen Dissertation von der Universität Leipzig zum Dr. jur. promoviert. Das Referendariat in Sachsen musste er wegen der Kriegsteilnahme (siehe unten) unterbrechen. Ab 1920 war er als Rechtsanwalt mit Schwerpunkt Wirtschaftsrecht in Leipzig tätig, bis 1931 zusammen mit seinem Vater. 1935 wurde er zum Notar ernannt.
Einer seiner bekanntesten Mandanten war der mit ihm befreundete Mitinhaber des Zwischenbuchhandels-Konzern Koehler & Volckmar AG & Co., Theodor Volckmar-Frentzel (1892–1973). Hans Leo vertrat ihn unter anderem mit Erfolg in einer gesellschaftsrechtlichen Auseinandersetzung vor einem Schiedsgericht gegen den Mitgesellschafter Herrmann von Hase. Dieser hatte mit Hilfe seiner Beziehungen zur Führung der SS versucht, seinen Einfluss im Konzern zu verstärken.
Nach seiner Rückkehr aus dem Strafgefangenenlager in Sibirien 1956 (siehe unten) war Hans Leo in Hamburg erneut bis zu seinem Tod als Rechtsanwalt tätig.

## Soldat und Attentat vom 20. Juli 1944, Strafgefangenenlager
Nach Beginn des Ersten Weltkriegs meldete sich Hans Leo als Kriegsfreiwilliger. Er wurde im Königlich-Sächsischen Karabinier-Regiments in Borna, den sogenannten „Blauen Reitern“, ausgebildet und 1915 Reserveoffizier. In dieser Funktion nahm er bis 1918 an Einsätzen in Polen, Kurland, Großrussland und Finnland teil. 1919 war er Mitglied des Zeitfreiwilligenregiments Leipzig.
1936 wurde Hans Leo als Reserveoffizier in die Wehrmacht übernommen und dem Kavallerie-Regiment 10 in Torgau zugeteilt. Ab 1941 war er als Rittmeister d.R und ab 1942 Major d.R. als Ic (Dritter Generalstabsoffizier) im Stab des Militärbefehlshabers in Frankreich eingesetzt und in dessen Hauptquartier im Hotel Majestic tätig, wo auch Ernst Jünger als Offizier arbeitete. Ab 1942 bekleidete General Carl-Heinrich von Stülpnagel die Position des Militärbefehlshabers in Frankreich. Er war wie einige Mitglieder seines Stabs an der Verschwörung der Offiziere gegen Adolf Hitler beteiligt. Hans Leo gehörte zum erweiterten Kreis der Verschwörer. Zu diesem Kreis gehörte auch der Jurist Walter Bargatzky. Mit ihm zusammen trug Leo vor dem 20. Juli 1944 Anklagematerial gegen den SD zusammen. Stülpnagel gelang es, am 20. Juli 1944 die wichtigsten Führer der SS, des SD und der Geheimen Staatspolizei in Paris festnehmen zu lassen. Insgesamt verhaftete ein Bataillon der Wehrmacht auf seinen Befehl am Abend des 20. Juli 1944 etwa 1.200 Angehörige des SD einschließlich ihres Chefs Helmut Knochen sowie den Höheren SS- und Polizeiführer Frankreich Carl Oberg. Die Gefangenen mussten allerdings bereits am Morgen des 21. Juli 1944 wieder freigelassen werden, nachdem das Scheitern des Attentats auf Hitler bekannt geworden war.
Hans Leo wurde kurz vor Kriegsende am 2. Mai 1945 von amerikanischen Truppen festgenommen. Er floh am 1. Juli 1945 aus dem Kriegsgefangenenlager Zerbst, um zu seiner Familie nach Leipzig zu gelangen. Dort wurde er am 23. Januar 1946 verhaftet und zunächst im Speziallager Nr. 1 Mühlberg interniert. Von dort wurde er 1946 oder 1947 in das zentrale Gefängnis des sowjetischen Geheimdienstes an der Lubjanka in Moskau verschleppt. In Moskau wurde er zu 15 Jahren Straflager wegen seiner Generalstabstätigkeit verurteilt. Nach zehn Jahren in sibirischen Straflagern in Uchta und Workuta konnte er im Ergebnis der Verhandlungen des Bundeskanzlers Konrad Adenauer in Moskau über die letzten Heimkehrer („Heimkehr der Zehntausend“) am 12. Januar 1956 nach Deutschland zurückkehren.